# São Bernardino
São Bernardino är en kommun i Brasilien.   Den ligger i delstaten Santa Catarina, i den södra delen av landet, 1 300 km söder om huvudstaden Brasília. Antalet invånare är 2 679.
I omgivningarna runt São Bernardino växer huvudsakligen savannskog. Runt São Bernardino är det glesbefolkat, med 19 invånare per kvadratkilometer.